# Gian Nicola Berti
Gian Nicola Berti (* 9. August 1960 in San Marino) ist san-marinesischer Politiker und Sportschütze. Er war vom 1. April bis 1. Oktober 2016 Capitano Reggente (Staatsoberhaupt) von San Marino. 

## Leben
Berti schloss 1986 sein Jurastudium an der Universität Urbino ab, später erhielt er die Zulassung als Anwalt und Notar. Seitdem ist er freiberuflich tätig.
Berti ist verheiratet und Vater von zwei Söhnen Gian Marco und Gian Luca. Der mehrfache Minister und Capitano Reggente von 1993/94, Gian Luigi Berti, ist sein Vater, Maria Luisa Berti, Capitano Reggente 2011, ist seine Schwester.

## Politik
Berti kandidierte 2006 auf der Liste von Noi Sammarinesi (NS) für den Consiglio Grande e Generale, das Parlament San Marinos, errang jedoch kein Mandat. Bei den Wahlen 2008 trat er für die Lista delle Libertà (LdL) – den Zusammenschluss von Noi Sammarinesi und Nuovo Partito Socialista – an und verpasste erneut den Einzug ins Parlament, rückte jedoch für einen der aus dem Parlament ausscheidenden LdL-Minister nach. Berti wurde Vorsitzender des Gesundheitsausschusses und Mitglied des Innenausschusses. Bei der Parlamentswahl 2012 errang er auf der gemeinsamen Liste von Partito Democratico Cristiano Sammarinese (PDCS) und NS einen Sitz im Parlament. Er gehörte dem Innenausschuss und der Anti-Mafia-Kommission an. Bei der Wahl 2016 kandidierte Berti auf der Liste von Sammarinesi – einem Zusammenschluss von Noi Sammarinesi und Sammarinesi Senza Confine – die jedoch an der Sperrklausel von 3,5 % scheiterten.
Am 16. März 2016 wurde Gian Nicola Berti gemeinsam mit Massimo Andrea Ugolini zum Capitano Reggente für die Amtszeit vom 1. April bis 1. Oktober 2016 gewählt.

## Sport
Berti ist Sportschütze und Spezialist im Trap. Bei den Spielen der kleinen Staaten von Europa gewann er 
1985 und 1987 die Goldmedaille im Trap. Bei den Mittelmeerspielen 1987 errang er die Silbermedaille. Bei den Olympischen Sommerspielen 1988 in Seoul war er Fahnenträger des san-marinesischen Teams. Auch seine beiden Söhne sind Trap-Schützen. Gian Luca gewann 2016 den Weltcup im Trapschießen in Baku, Gian Marco sicherte sich bei den Olympischen Spielen 2020 im Trap-Mixed die Silbermedaille.
Berti war Präsident der Berufungskommission des san-marinesischen Fußballverbands (Federazione Sammarinese Giuoco Calcio), und Präsident des san-marinesischen Reiterverbandes (Federazione Ippica Sammarinese).  2017 wurde Berti zum Präsidenten des san-marinesischen Schützenverbandes (Federazione Sammarinese Tiro a Volo) gewählt.